# Вагнер Іван Вікторович
Іван Вікторович Вагнер (10 липня 1985 , Severoonezhskd, Архангельська область ) — російський космонавт-випробувач. Льотчик-космонавт Російської Федерації. Герой Російської Федерації.

## Біографія
Народився 10 липня 1985 року в селищі Сєвероонежськ Плесецького району Архангельської області

## Нагороди
- Герой Російської Федерації (4 травня 2022) — за мужність і героїзм, виявлені при здійсненні тривалого космічного польоту на Міжнародній космічній станції[2].